# Bernard Dietz
Pour les articles homonymes, voir Dietz.
Bernard Dietz surnommé Enatz est un footballeur et un entraîneur allemand né le 22 mars 1948 à Bockum-Hövel. Bernard Dietz est une figure du MSV Duisbourg dont il fut joueur et longtemps le capitaine, puis entraineur et fonctionnaire, son surnom est également le nom de la mascotte du club. Il est également le capitaine de l'équipe d'Allemagne qui remporte le Championnat d'Europe 1980. 

## Biographie

### L'enfance
Bernard Dietz est né à Bockum-Hövel, il était le neuvième enfant d'une famille modeste, son père travaillait dans les mines. Bernard joue au football dans la rue, avant dix ans il ne pouvait intégrer un club. C'est aussi dans la rue que lui viendra le surnom de Enatz, prononciation de son prénom par une petite fille, qui le suivra toute sa vie (en 2005 le MSV Duisbourg nomme sa mascotte Ennatz avec deux n). Après son dixième anniversaire, son oncle qui jouait au SV Bockum-Hövel, l'emmène au club, il y jouera toute sa jeunesse. À treize ans, il est apprenti dans la mécanique, il termine son apprentissage à 17 ans en même temps il joue pour la première équipe de sa ville natale au poste d'attaquant.

### Les débuts amateurs
Comme il travaille en équipe, il a du temps libre pour le football. Malgré un accident de travail où il perd deux doigts il continue le football. Lors de la saison 1969-1970, il commence à se faire remarquer lorsqu'il marque 19 buts dans les dix premières journées. Il est convoqué pour la sélection de la Westphalie et participera même à une tournée africaine avec cette sélection régionale. Il est également appelé en équipe nationale amateure, mais restera sur le banc. Deux clubs montrent leur intérêt pour le jeune joueur, le FC Cologne et le MSV Duisbourg, où il fera des séances d'essai.

### MSV Duisbourg
Le FC Cologne propose un contrat, mais voulait d'abord le prêter au Lüner SV un club de troisième division. Le MSV Duisbourg lui propose une place dans son équipe qui évolue en Bundesliga. Il commence donc la saison 1970-1971 à Duisbourg à l'aile gauche. Il rentre lors de la 3e journée contre le Werder Brême et marque son premier but. Il gagnera ensuite une place de titulaire. L'équipe qui luttait encore la saison passée contre la relégation, devenait imbattable à domicile. Même le Bayern Munich est battu en fin de saison 2 à 0, une défaite qui lui coûtera le titre au profit du Borussia Mönchengladbach. Avec Bernard Dietz, le MSV Duisbourg deviendra la bête noire des Bavarois, il dira plus tard : « si le championnat serait composé de 34 matchs contre le Bayern, nous serions facilement champion d'Allemagne ».
En 1972, lors de la préparation estivale en Angleterre, l'entraîneur repositionne Bernard Dietz en défense où il s'adapte facilement, participant également au travail offensif sur son couloir gauche. Lors de la saison 1973-1974, le MSV Duisbourg occupe la dernière place à la fin des matchs aller, le nouvel entraîneur Willibert Kremer confie à Dietz le brassard de capitaine, l'équipe arrivera à se sauver en fin de saison. Lors de la saison 1974-1975, le MSV Duisbourg élimine le Bayern Munich en Coupe d'Allemagne, puis lors de la demi-finale contre le Borussia Dortmund, Dietz marque le but de la victoire en prolongation. Le 21 juin 1975, en finale, Duisbourg rencontre l'Eintracht Francfort et sera battu 1 à 0, mais se qualifie tout de même pour la Coupe de l'UEFA.
Lors de la Coupe UEFA 1975-1976, Duisbourg est éliminé par le Levski Sofia en huitièmes de finale, sur un penalty après une faute de main involontaire de Bernard Dietz. 
En 1977, après un match remarquable à domicile contre le Bayern Munich, Bernard Dietz marquera quatre buts lors de la victoire 6 à 3. C'est le seul défenseur à réussir cet exploit en Bundesliga. Le magazine Kicker titrera ensuite MSV Dietzbourg contre Bayern Munich 6 à 3. L'expression MSV Dietzbourg sera plus tard souvent reprise dans la presse.
Si à la fin des années 1970, en championnat le MSV Duisbourg se trouve souvent en fin de tableau, il réalisera en 1978 sa meilleure campagne européenne en atteignant la demi finale de la Coupe UEFA 1978-1979, éliminé par le futur vainqueur, le Borussia Mönchengladbach.
Malgré une offre du Cosmos New-York, Bernard Dietz restera fidèle à son club qui commence à connaître des temps difficiles. En 1982, il ne pourra empêcher la descente en deuxième division il quittera ensuite le club, pour l'aider financièrement.

### Schalke 04
À 34 ans il rejoint le voisin de Schalke 04 qui vient de remonter en Bundesliga, mais ne pourra pas non plus empêcher la relégation après les barrages contre Bayer Uerdingen. Après treize années en Bundesliga, il joue la première fois en deuxième division à 35 ans. Lors de son retour à Duisbourg, 32 000 spectateurs viennent le voir jouer sous les couleurs de Schalke (score final 1 à 1). En 1984, il revient en Bundesliga avec Schalke 04, mais à partir de cette époque il aura des problèmes de blessures et commencera à entraîner les équipes jeunes en parallèle.
En 495 matchs de Bundesliga, Bernard Dietz n'aura jamais vu de carton rouge, c'est également le joueur ayant subi le plus de défaites, 221 au total mais avec 77 buts marqués il est le défenseur ayant marqué le plus de buts en championnat. Bernard Dietz fera ses adieux à 40 ans à Duisbourg devant 25 000 spectateurs contre l'équipe nationale.
Franz Beckenbauer dira « Il n'y aura plus jamais quelqu'un comme Enatz ».

### Équipe nationale
Bernard Dietz fait ses débuts en équipe nationale d'Allemagne de l'Ouest le 22 décembre 1974 à l'occasion d'un match qualificatif à l' Euro 1976. L'Allemagne de l'Ouest affronte l'équipe de Malte. Dietz, qui joue alors à Duisbourg est titulaire en défense centrale aux côtés de Franz Beckenbauer. L'Allemagne remporte le match 1 à 0.
Dietz participe à trois phases finales de compétitions internationales ; celles du Championnat d'Europe de football 1976 et 1980 en Yougoslavie et en Italie et celle de la Coupe du monde de football 1978 en Argentine. Pour l'Euro 1976, il est titulaire lors de la finale à Belgrade contre la Tchécoslovaquie. En 1978, il joue cinq matchs. L'Allemagne échoue à se qualifier pour les demi-finales.
Lors du Championnat d'Europe des nations 1980 il hérite du brassard de capitaine, et soulèvera le trophée le 22 juin 1980 à Rome après la victoire 2 à 1 contre la Belgique. Après sa cinquantième sélection il voulut mettre un terme à sa carrière internationale, mais l'entraineur Jupp Derwall s'y opposa, mais ses mauvaises relations avec le joueur du Bayern Munich, Paul Breitner précipitent la fin de carrière. Il dispute sa 53e et dernière sélection le 19 mai 1981 dans un match amical contre le Brésil.

### Carrière d'entraîneur
Vers la fin de sa carrière de joueur alors qu'il était encore actif à Schalke 04, il entraîne les équipes jeunes. Après son arrêt de carrière et son départ de Schalke, il entraîne l'ASC Schöppingen en troisième division. En 1992, il rejoint le SC Verl qu'il aidera à qualifier pour la nouvelle troisième division, il quittera cependant le club avant la fin de la saison et travaillera comme recruteur au Borussia Dortmund.
Il rejoint le VfL Bochum et s'occupe des équipes jeunes puis de l'équipe réserve. Il entraîne l'équipe première comme intérimaire mais refusera un poste fixe préférant s'occuper de la deuxième équipe. Lorsque Bochum remonte en Bundesliga, il revient un temps comme entraîneur et malgré de bons résultats quitte le club à la surprise générale. Il indiquera des désaccords avec sa direction.
Bernard Dietz revient au MSV Duisbourg en 2002, et comme à Bochum s'occupe d'abord des équipes jeunes avant de reprendre le poste d'intérimaire dans l'équipe qui joue en deuxième division. En 2006, il entraîne le Rot-Weiss Ahlen qui venait de descendre en troisième division, mais dès le mois d'octobre il quitte ses fonctions voulant mettre un terme à sa carrière d'entraineur. Il fera un retour en 2012 en tant qu'entraineur adjoint au MSV Duisbourg.

### Carrière de fonctionnaire
En 2010, Bernard Dietz fait son retour dans le club de ses débuts, d'abord en tant que conseiller, en 2011 il rentre dans le conseil d'administration. En mai 2013, lorsque le club se voit refuser une licence professionnelle, Bernard Dietz monte au créneau multipliant les actions pour sauver son club. Finalement le club obtiendra une licence pour évoluer en troisième division.
Le 21 juin 2019, Bernard Dietz démissionne du conseil d'administration, officiellement pour raisons de santé.

## Palmarès
- 53 sélections et 0 but avec l'équipe d'Allemagne entre 1974 et 1981
- Vainqueur du Championnat d'Europe des nations 1980 avec l'Allemagne
- Finaliste du Championnat d'Europe des nations 1976 avec l'Allemagne
- Finaliste de la Coupe d'Allemagne en 1975 avec le MSV Duisbourg